# Auchenibert

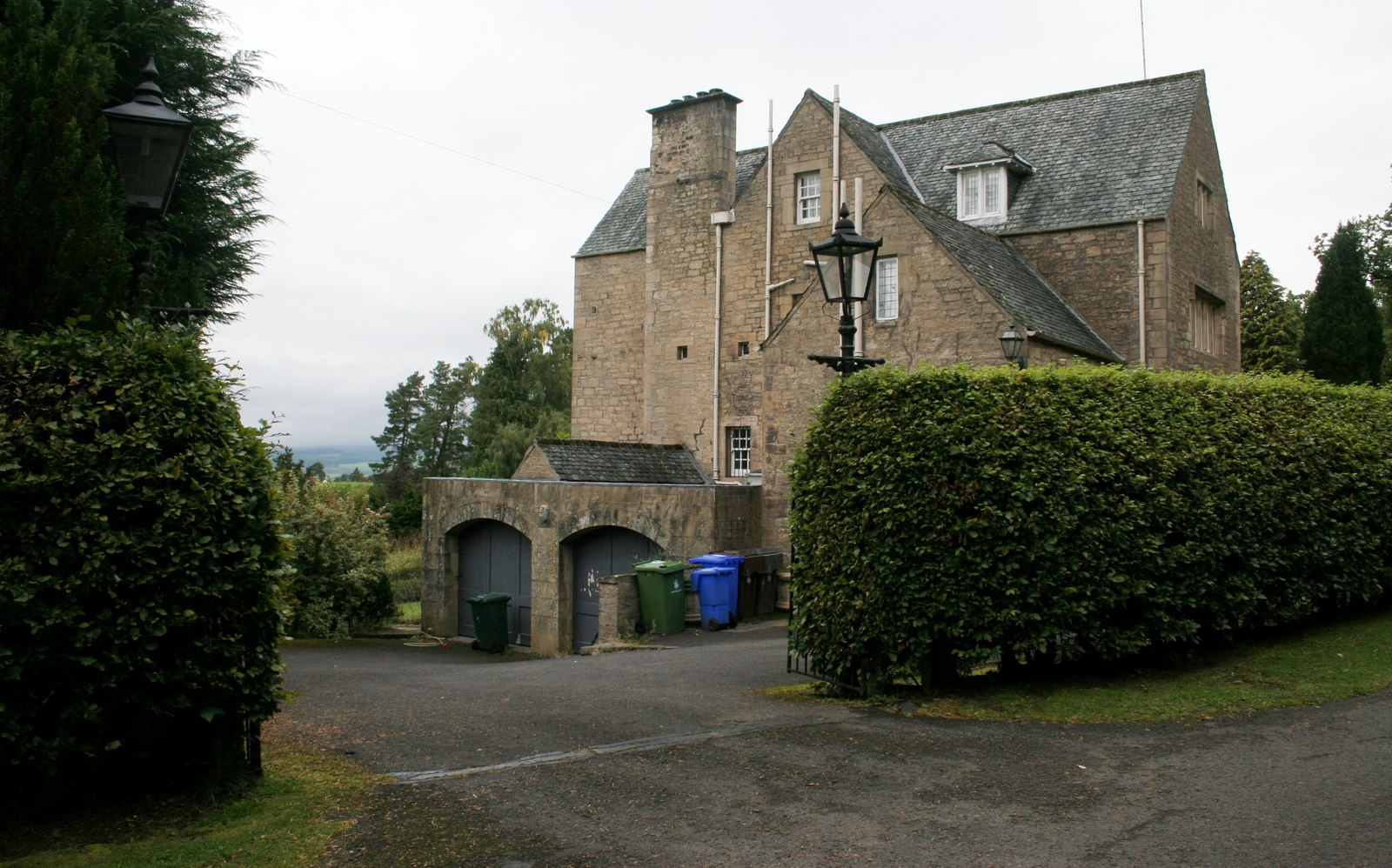
Auchenibert

Auchenibert ist eine Villa in der schottischen Ortschaft Killearn in der Council Area Stirling. 1973 wurde das Bauwerk in die schottischen Denkmallisten zunächst in der Kategorie B aufgenommen. Die Höherstufung in die höchste Denkmalkategorie A erfolgte 1999.

## Geschichte
Die Villa entstand im Jahre 1906. Für den Entwurf zeichnet der bedeutende schottische Architekt und Designer Charles Rennie Mackintosh verantwortlich. Vermutlich vollendete jedoch A. D. Hyslop das Bauwerk. Zu einem nicht geklärten Zeitpunkt wurde Auchenibert im Stile der Cotswold-Architektur überarbeitet und wies Parallelen zu Gean House in Alloa und Kildonan House in Barrhill auf. Die Eigentümer ließen die Villa 1998 in den vermuteten Ursprungszustand zurückversetzen. Hierbei zog man Vergleiche mit Mackintoshs Hill House und Windyhill.

## Beschreibung
Auchenibert steht weitgehend isoliert rund 200 m östlich von Killearn. Die zweistöckige Villa ist im Neoelisabethanischen Stil mit tudorgotischen Elementen ausgestaltet. Ihr Mauerwerk besteht aus unregelmäßig behauenem Cotswold-Kalk mit abgesetzten Natursteindetails. Zu beiden Gebäudelängsseiten treten mehrere Kreuzgiebel heraus. Ein wuchtiges Gesimse bekrönt das tudorgotische Hauptportal. Entlang der verschiedenen Giebelseiten sind die schmalen Sprossenfenster zu bis zu neun Einheiten gekuppelt. Die abschließenden Satteldächer, bei dem kurzen Flügel mit Halbwalmdach an der Südseite handelt es sich vermutlich um einen späteren Anbau, sind mit kleinteiligen, grauen Schieferplatten eingedeckt.